# Emoia taumakoensis
Emoia taumakoensis es una especie de escincomorfos de la familia Scincidae.

## Distribución geográfica
Es endémica de Taumako, en las islas Duff (Islas Salomón).